# Plac Sienny w Petersburgu
Plac Sienny w Petersburgu (ros. Сенная площадь, Siennaja płoszczad') – plac w rejonie centralnym Petersburga, na wyspie Spasskiej, u zbiegu Prospektu Moskiewskiego i ulicy Sadowej. W latach 1952–1991 nosił nazwę Placu Pokoju (ros. площадь Мира – płoszczad' Mira).

## Historia i opis

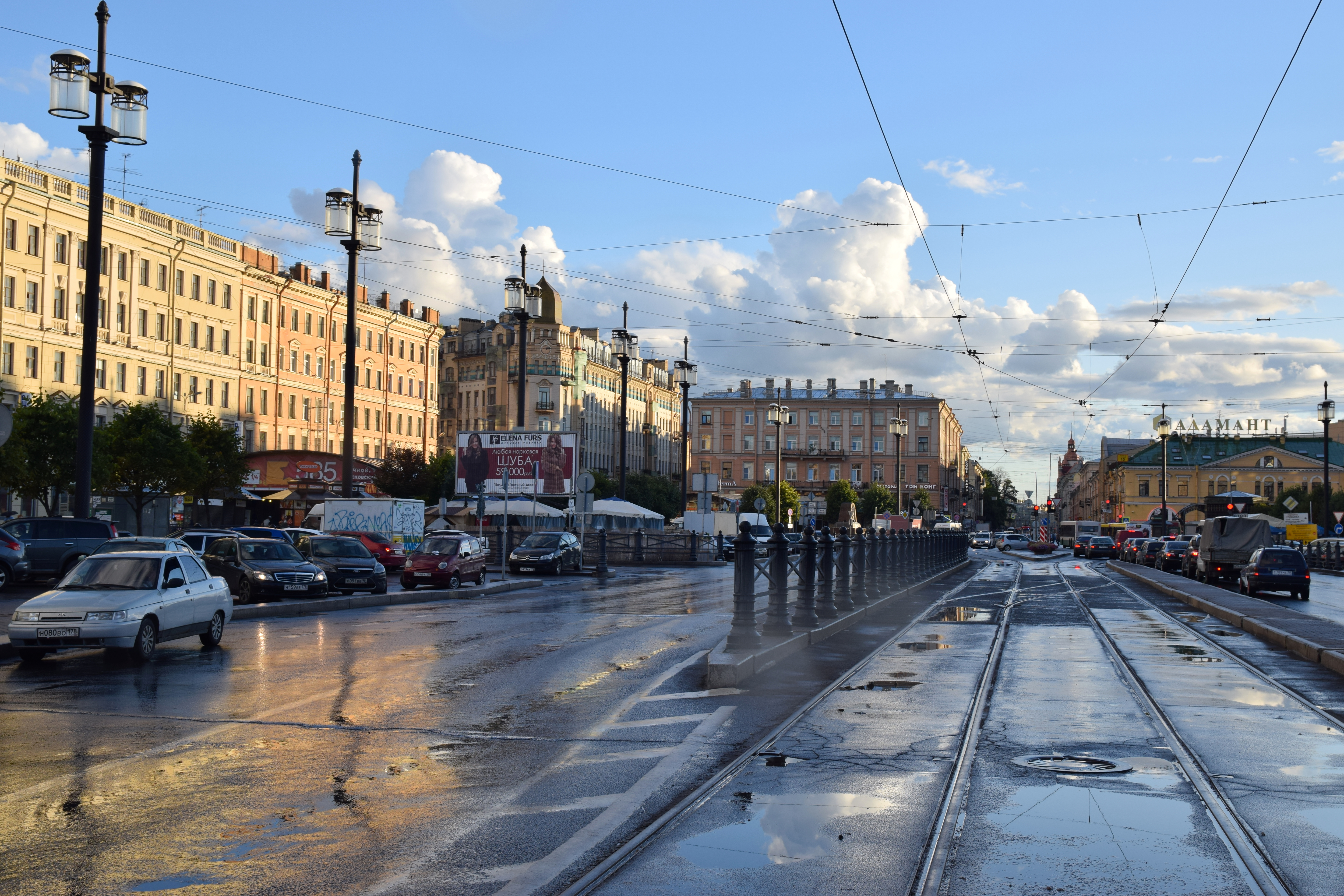

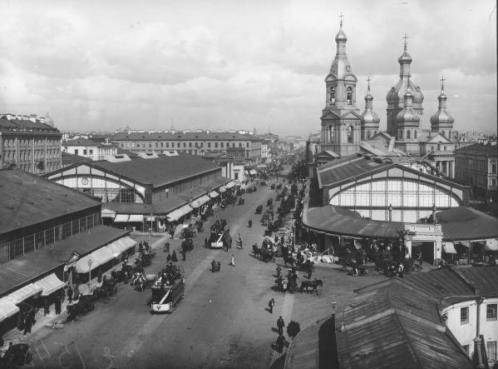
Ulica Sadowa i Plac Sienny na pocz. XX w. Widoczne budynki hal targowych i cerkiew Zaśnięcia Matki Bożej

Plac powstał w latach 30. XVIII w. Od 1737 r. w tym miejscu, przy głównej drodze, którą kupcy zmierzali do Petersburga, działał rynek, na którym handlowano drewnem, słomą i sianem, a także sprzedawano owies, zwierzęta i ptaki domowe. Wcześniej był to podmokły, błotnisty teren porośnięty lasem, uważany przez miejscową ludność za przeklęte miejsce. Plac targowy powstał na polecenie carycy Anny Iwanowny, która po pożarze na Rynku Morskim, położonym blisko carskiego pałacu, postanowiła przenieść handel w bardziej oddalone od swojej rezydencji miejsce.
W latach 1753–1765 r. na placu wzniesiona została cerkiew Zaśnięcia Matki Bożej, nazywana potocznie przez mieszkańców Zbawicielem na Siennym (Spas na Siennoj). Do początku XIX w. był to jeden z bardziej zaniedbanych placów w rozwijającym się mieście. Od I połowy XIX w. na placu handlowano również owocami i warzywami oraz kwiatami. Był to najtańszy i najbardziej uczęszczany plac targowy w mieście, na którym o każdej porze dnia gromadziły się tłumy ubogich klientów. 
W 1831 r. podczas epidemii cholery w Petersburgu na Placu Siennym doszło do zamieszek. Kilkutysięczny tłum otoczył szpital choleryczny, zabił niemieckiego lekarza, zmusił strażników i policjantów do ucieczki, a następnie umożliwił chorym opuszczenie lecznicy. Na miejsce zdarzeń osobiście przybył car Mikołaj I, który wezwał uczestników zbiegowiska do spokoju. Ostatecznie rozruchy stłumiło wojsko, jednak wśród ludu zaczęło się szerzyć przekonanie, że interwencja cara w cudowny sposób zakończyła epidemię.
Okolice Placu Siennego zamieszkiwała miejska biedota. Obszar pomiędzy Placem Siennym, odchodzącą od niego ulicą Gorstkina, Prospektem Moskiewskim i Fontanką, nazywany wiaziemską ławrą, był jedną z najgorszych w Petersburgu dzielnic nędzy. Na obszarze tym, należącym do rodziny Wiaziemskich, znajdowało się trzynaście wielopiętrowych budynków z mieszkaniami na tani wynajem, przeludnionych, zamieszkiwanych przez około 10 tys. ubogich lokatorów. W pobliżu działały również liczne tanie lokale z alkoholem i domy publiczne. Plac Sienny nazywano „brzuchem Petersburga”, przez analogię do dzielnicy Hal – „brzucha Paryża”. Do połowy XIX w. na placu publicznie wymierzano kary cielesne zbiegłym chłopom, złodziejom i innym drobnym przestępcom. W II połowie XIX w. wokół Placu Siennego wzniesiono szereg kamienic z mieszkaniami na wynajem. W latach 1883–1885 wzniesiono natomiast halę targową, która zastąpiła wcześniejsze stragany.
Dzielnica nędzy sąsiadująca z placem została zrównana z ziemią po rewolucji październikowej, w latach 20. XX w. W kolejnej dekadzie uporządkowano plac, wymieniono jego nawierzchnię i rozebrano XIX-wieczną halę targową. Po II wojnie światowej plac został powiększony, gdyż część sąsiadujących z nim domów została zniszczona podczas nalotów i bombardowań w okresie blokady Leningradu. Natomiast fasadom zachowanych budynków na zachodniej pierzei placu nadano jednolity wygląd. W 1961 r. cerkiew Zaśnięcia Matki Bożej na placu została zburzona, gdyż na jej miejscu wzniesiono stację metra.  
Po upadku ZSRR na Placu Siennym ponownie pojawiło się nieoficjalne targowisko. W 1998 r. wzniesiono nowe pawilony handlowe, zaś w 2003 r. uporządkowano plac, zastąpiono poprzednie budynki pawilonów, uruchomiono również fontannę, a zniszczoną cerkiew z XVIII w. upamiętniono symboliczną czasownią. W 2016 r. pawilony na placu zostały rozebrane, a władze miasta zdecydowały, że plac nie zostanie już udostępniony dla handlu.

## W literaturze
Obraz Placu Siennego i jego okolic zawarł w powieści Zbrodnia i kara Fiodor Dostojewski. Dzielnice nędzy wokół placu opisał w swojej twórczości Wsiewołod Kriestowski, autor powieści sensacyjnej Pietierburgskije truszczoby (Petersburskie nory), której akcja rozgrywa się w tym miejscu. W jednym z wierszy Nikołaja Niekrasowa podmiot liryczny widzi młodą chłopkę, której na Placu Siennym wymierzana jest kara chłosty. W tym wierszu bez tytułu, zaczynającym się słowami Wczoraj, gdym szedł przez Sienny sam... i napisanym w 1848 r., Niekrasow po raz pierwszy stwierdził, że jego poetycka Muza jest siostrą cierpiącego ludu.      